# Euseius aleyrodis
Euseius aleyrodis är en spindeldjursart som först beskrevs av El-Badry 1967.  Euseius aleyrodis ingår i släktet Euseius och familjen Phytoseiidae. Inga underarter finns listade i Catalogue of Life.